# كامبل ريفر (كولومبيا البريطانية)
كامبل ريفر (بالإنجليزية: Campbell River)‏ هي مدينة كندية تقع في مقاطعة كولومبيا البريطانية. تبلغ مساحة هذه المدينة 143.4807 (كم²)، ويبلغ عدد سكانها 29572 نسمة حسب إحصاء سنة 2006 م، بينما كان يسكنها 28276 نسمة في سنة 2001 م. تحتل هذه المدينة المرتبة رقم 138 بين مدن كندا حسب عدد السكان والمرتبة رقم 25 في المقاطعة. نما عدد السكان في هذه المدينة بنسبة (4.6) بين العامين المذكورين.

## المناخ
| البيانات المناخية لـ{{{location}}}            | البيانات المناخية لـ{{{location}}} | البيانات المناخية لـ{{{location}}} | البيانات المناخية لـ{{{location}}} | البيانات المناخية لـ{{{location}}} | البيانات المناخية لـ{{{location}}} | البيانات المناخية لـ{{{location}}} | البيانات المناخية لـ{{{location}}} | البيانات المناخية لـ{{{location}}} | البيانات المناخية لـ{{{location}}} | البيانات المناخية لـ{{{location}}} | البيانات المناخية لـ{{{location}}} | البيانات المناخية لـ{{{location}}} | البيانات المناخية لـ{{{location}}} |
| الشهر                                         | يناير                              | فبراير                             | مارس                               | أبريل                              | مايو                               | يونيو                              | يوليو                              | أغسطس                              | سبتمبر                             | أكتوبر                             | نوفمبر                             | ديسمبر                             | المعدل السنوي                      |
| --------------------------------------------- | ---------------------------------- | ---------------------------------- | ---------------------------------- | ---------------------------------- | ---------------------------------- | ---------------------------------- | ---------------------------------- | ---------------------------------- | ---------------------------------- | ---------------------------------- | ---------------------------------- | ---------------------------------- | ---------------------------------- |
| الدرجة القصوى قرينة الرطوبة                   | 13.9                               | 16.1                               | 18.6                               | 28.0                               | 32.4                               | 35.0                               | 40.9                               | 40.0                               | 33.4                               | 27.7                               | 17.9                               | 15.7                               | 40.9                               |
| الدرجة القصوى °م (°ف)                         | 16.1 (61.0)                        | 17.5 (63.5)                        | 20.6 (69.1)                        | 28.5 (83.3)                        | 33.2 (91.8)                        | 36.9 (98.4)                        | 37.2 (99.0)                        | 37.8 (100.0)                       | 31.6 (88.9)                        | 24.2 (75.6)                        | 17.8 (64.0)                        | 15.1 (59.2)                        | 37.8 (100.0)                       |
| متوسط درجة الحرارة الكبرى °م (°ف)             | 5.5 (41.9)                         | 7.2 (45.0)                         | 9.7 (49.5)                         | 13.2 (55.8)                        | 17.0 (62.6)                        | 20.1 (68.2)                        | 23.0 (73.4)                        | 23.3 (73.9)                        | 19.8 (67.6)                        | 13.1 (55.6)                        | 7.7 (45.9)                         | 4.9 (40.8)                         | 13.7 (56.7)                        |
| المتوسط اليومي °م (°ف)                        | 2.4 (36.3)                         | 3.2 (37.8)                         | 5.2 (41.4)                         | 8.0 (46.4)                         | 11.6 (52.9)                        | 14.7 (58.5)                        | 17.3 (63.1)                        | 17.2 (63.0)                        | 13.7 (56.7)                        | 8.6 (47.5)                         | 4.4 (39.9)                         | 2.1 (35.8)                         | 9.0 (48.2)                         |
| متوسط درجة الحرارة الصغرى °م (°ف)             | −0.8 (30.6)                        | −0.7 (30.7)                        | 0.7 (33.3)                         | 2.8 (37.0)                         | 6.2 (43.2)                         | 9.3 (48.7)                         | 11.5 (52.7)                        | 11.1 (52.0)                        | 7.6 (45.7)                         | 4.0 (39.2)                         | 1.0 (33.8)                         | −0.8 (30.6)                        | 4.3 (39.7)                         |
| أدنى درجة حرارة °م (°ف)                       | −23.9 (−11.0)                      | −17.8 (0.0)                        | −12.8 (9.0)                        | −5.6 (21.9)                        | −2.2 (28.0)                        | −0.6 (30.9)                        | 2.2 (36.0)                         | 1.7 (35.1)                         | −2.8 (27.0)                        | −9.7 (14.5)                        | −20.4 (−4.7)                       | −18.5 (−1.3)                       | −23.9 (−11.0)                      |
| أدنى درجة حرارة تبريد الرياح                  | −29.7                              | −23.4                              | −15.5                              | −7.6                               | −3.9                               | 0.0                                | 0.0                                | 0.0                                | −4.9                               | −11.8                              | −26.1                              | −24.4                              | −29.7                              |
| الهطول مم (إنش)                               | 217.5 (8.56)                       | 149.5 (5.89)                       | 140.0 (5.51)                       | 92.1 (3.63)                        | 68.4 (2.69)                        | 62.9 (2.48)                        | 39.4 (1.55)                        | 44.6 (1.76)                        | 55.2 (2.17)                        | 162.2 (6.39)                       | 231.9 (9.13)                       | 225.7 (8.89)                       | 1٬489٫3 (58.63)                    |
| معدل هطول الأمطار مم (إنش)                    | 194.6 (7.66)                       | 135.5 (5.33)                       | 128.4 (5.06)                       | 91.6 (3.61)                        | 68.4 (2.69)                        | 62.9 (2.48)                        | 39.4 (1.55)                        | 44.6 (1.76)                        | 55.2 (2.17)                        | 161.0 (6.34)                       | 222.1 (8.74)                       | 204.2 (8.04)                       | 1٬407٫8 (55.43)                    |
| متوسط تساقط الثلوج سم (إنش)                   | 23.3 (9.2)                         | 14.4 (5.7)                         | 11.7 (4.6)                         | 0.5 (0.2)                          | 0.0 (0.0)                          | 0.0 (0.0)                          | 0.0 (0.0)                          | 0.0 (0.0)                          | 0.0 (0.0)                          | 1.2 (0.5)                          | 10.5 (4.1)                         | 22.6 (8.9)                         | 84.3 (33.2)                        |
| متوسط أيام هطول الأمطار (≥ 0.2 mm)            | 20.8                               | 16.4                               | 19.7                               | 17.1                               | 15.5                               | 13.7                               | 9.4                                | 9.3                                | 9.7                                | 18.4                               | 21.6                               | 21.2                               | 192.8                              |
| متوسط الأيام الممطرة (≥ 0.2 mm)               | 18.7                               | 15.0                               | 18.9                               | 17.1                               | 15.5                               | 13.7                               | 9.4                                | 9.3                                | 9.7                                | 18.4                               | 21.0                               | 19.3                               | 185.9                              |
| متوسط الأيام المثلجة (≥ 0.2 cm)               | 4.3                                | 3.0                                | 2.7                                | 0.4                                | 0.0                                | 0.0                                | 0.0                                | 0.0                                | 0.0                                | 0.1                                | 1.8                                | 4.1                                | 16.3                               |
| متوسط الرطوبة النسبية (%) (at {{{time day}}}) | 84.9                               | 75.1                               | 67.8                               | 59.6                               | 57.2                               | 57.6                               | 54.4                               | 55.1                               | 59.1                               | 74.0                               | 83.3                               | 86.3                               | 67.9                               |
| المصدر:                                       |                                    |                                    |                                    |                                    |                                    |                                    |                                    |                                    |                                    |                                    |                                    |                                    |                                    |

## توأمة
لكامبل ريفر (كولومبيا البريطانية) اتفاقيات توأمة مع:
- إشيكاري

## أعلام
- مارك هاردي
- بريت كونولي
- نيكولاس ثوربورن
- جون دافيسون
- باول بيرسون
- دانيال كامبل

## وصلات خارجية
- الأطلس الحكومي لكندا
- إحصاءات كندا مع ساعة تعداد السكان